# Thomas Shannon
Pour les articles homonymes, voir Shannon.
Thomas A. Shannon, Jr., né en 1958, est un diplomate américain. Il est entre 2009 et 2013, ambassadeur des États-Unis au Brésil.
Numéro 3 du département d'État de l'administration Obama en tant que directeur politique de John Kerry, Thomas Shannon assure l'intérim du secrétariat d'État des États-Unis entre le 20 janvier et le 1er février 2017. Rex Tillerson lui succède.